# Gui Guerrejat
Gui Guerrejat (« le guerrier ») (v. 1136 - v. 1178) était le cinquième fils de Guilhem VI de Montpellier. Encore enfant, en 1146, il a hérité de son père des châteaux de Paulhan et du Pouget.
Après la mort de son frère Guilhem VII, vers 1172, Gui a été conjointement avec Jean de Montlaur, évêque de Maguelone, tuteur de ses neveux, en particulier de Guilhem VIII qui avait hérité de la seigneurie. En tant que tels, Gui et Jean ont assisté à la conférence de Mezouls en 1174 où Raymond V de Toulouse et Alphonse II d'Aragon ont négocié un accord avec le jeune Guilhem VIII. En octobre 1174, Gui était au tribunal d'Alphonse II à Lérida. En 1176, il était parmi les témoins lorsque le testament a été lu à Ermessende Pelet, comtesse de Melgueil. En 1177, il a rejoint Bernard Aton V Trencavel, la comtesse Ermengarde de Narbonne, et ses neveux Guilhem et Gui Burgundion, dans une alliance contre Raymond V de Toulouse, qui gouvernait alors Melgueil en tant que veuf d'Ermessende de Pelet.
Selon sa vida (voir Biographies des troubadours), la trobairitz Azalaïs de Porcairagues est dite avoir été amoureuse de Gui Guerrejat. Son seul poème qui nous soit parvenu (Ar em al freg temps vengut) semble lui être adressé.
Dans son testament, fait en février 1178, il ne mentionne pas Azalaïs. Il fait un petit legs à sa femme Mathive (autrement inconnue) et à son enfant si elle devait s'avérer enceinte (elle ne l'était pas). Gui a ensuite pris les ordres saints, peut-être conscient de sa mort imminente. Il est mort plus tard cette même année à l'abbaye cistercienne de Valmagne.

## Source de la traduction
- (en) Cet article est partiellement ou en totalité issu de l’article de Wikipédia en anglais intitulé « Gui Guerrejat » (voir la liste des auteurs).